# Seznam škol a školských zařízení královéhradecké diecéze
Seznam škol a školských zařízení, která na území královéhradecké diecéze zřizuje římskokatolická církev.

## Mateřské školy
- Církevní mateřská škola (Hradec Králové, zřizovatel: Biskupství královéhradecké) – od 1. 7. 2009 sloučena s Biskupským gymnáziem (tehdy Bohuslava Balbína). Do roku 2017 Základní a mateřská škola Jana Pavla II. Celým názvem Biskupské gymnázium, církevní základní škola, mateřská škola a základní umělecká škola Hradec Králové.

## Základní školy
- Církevní základní škola Borohrádek (zřizovatel: Biskupství královéhradecké)
- Církevní základní škola (Hradec Králové, zřizovatel: Biskupství královéhradecké) – od 1. 7. 2009 sloučena s Biskupským gymnáziem (tehdy Bohuslava Balbína). [1] Do roku 2017 součástí názvu Základní a mateřská škola Jana Pavla II. Celým názvem Biskupské gymnázium, církevní základní škola, mateřská škola a základní umělecká škola Hradec Králové.

## Střední školy
- Biskupské gymnázium, církevní základní škola, mateřská škola a základní umělecká škola Hradec Králové (zřizovatel: Biskupství královéhradecké)
- Biskupské gymnázium Skuteč (zřizovatel: Biskupství královéhradecké)
- Církevní gymnázium sv. Voršily v Kutné Hoře (zřizovatel: Českomoravská provincie Římské unie řádu svaté Voršily)

## Ostatní školská zařízení
- Církevní domov mládeže a školní jídelna (Hradec Králové, zřizovatel: Kongregace Dcer Panny Marie Pomocnice)
- Salesiánské středisko mládeže - salesiánský klub mládeže (Pardubice, Salesiáni Dona Bosca)